# Old Alresford
Old Alresford is een civil parish in het bestuurlijke gebied Winchester, in het Engelse graafschap Hampshire met 577 inwoners.